# Universiteit van Caïro (metrostation)
Universiteit van Caïro (Arabisch: جامعة القاهرة) is een metrostation in de Egyptische stad Gizeh dat op 19 april 1999 werd geopend.

## Geschiedenis
Het station ligt aan de westkant van het universiteitsterrein langs de Opper-Egyptelijn van het landelijke spoorwegnet. Op 19 april 1999 werd het station geopend als westelijk eindpunt van lijn 2 van de metro van Caïro in Gizeh. De westelijke tunnelmond van die lijn ligt iets ten noorden van het station. De lijn werd op 8 oktober 2000 verder doorgetrokken naar het zuiden met een bovengronds traject parallel aan de spoorlijn. Op 15 mei 2024 werd het station het westelijke eindpunt van de zuidwest tak van lijn 3.

## Ligging en inrichting
De zijperrons van lijn 2 liggen naast de Opper-Egyptelijn op maaiveldniveau onder de stationshal. De stationshal is met een voetgangersbrug over de spoorlijn en een autoweg verbonden met een opgang op het universiteitsterrein. Lijn 3 loopt ten noorden van het station al op een viaduct boven de straat en is via een helling naast een opstelterrein verbonden met metrostation Boulaq El Dakror dat zelf op maaiveldniveau ligt. De zijperrons van lijn 3 liggen op het op het viaduct en zijn net als die van lijn 2 met liften en trappen verbonden met de stationshal. Ten zuiden van de perrons loopt het viaduct nog ruim 250 meter door; hier bevinden zich opstel-/keersporen voor de metro.